# The Mask (film, 1994)
Pour les articles homonymes, voir Mask et Le Masque.
Série
Le Fils du Mask
(2005)
Pour plus de détails, voir Fiche technique et Distribution.
The Mask, ou Le Masque au Québec, est une comédie fantastique américaine réalisée par Chuck Russell, sortie en 1994. Le film s'inspire d'une série de comics publiée par Dark Horse Comics. Une série d'animation a été réalisée à partir du film et diffusée de 1995 à 1997. Une suite, Le Fils du Mask, est sortie en 2005.
Le film suit Stanley Ipkiss qui est un banal employé de banque. Il voue une passion aux cartoons de Tex Avery. Un soir, il trouve un masque ancien doté de pouvoirs surnaturels révélant et exagérant la personnalité de son possesseur. Chaque fois qu'il le porte, il devient The Mask, personnage loufoque, sûr de lui et plein de ressources qui défraie la chronique. Il espère que ce masque lui permettra de vaincre sa timidité et de conquérir le cœur de la chanteuse de cabaret, Tina Carlyle. Cependant, Tina est la conjointe de Dorian Tyrell, un mafieux qui tente de mettre la main sur le masque. De plus, il est poursuivi par un policier astucieux, le lieutenant Kellaway, qui a deviné que Stanley est l'auteur d'un vol audacieux.

## Synopsis
Stanley Ipkiss, modeste employé de banque, rencontre un jour la belle chanteuse de cabaret Tina Carlyle, venue demander l'ouverture d'un compte. En réalité, celle-ci ne fait qu'aider son petit-ami, Dorian Tyrell, un gangster qui compte bien cambrioler la banque dans laquelle travaille Stanley.
Le soir, Stanley est invité par son ami et collègue Charlie au Coco Bongo, un nouveau casino, dirigé par Dorian Tyrell. Au cours d'un malentendu, Charlie rentre dans l'enceinte mais Stanley est refusé et éjecté de l'entrée. Il croise Tina et repart au volant d'une miteuse voiture que les employés du garage dans lequel il avait laissé sa voiture lui ont prêté. Sur un pont, sa voiture tombe en mille morceaux et Stanley est contraint de rentrer à pied. Alors qu'il croit sauver quelqu'un dans le fleuve, il se retrouve au milieu de détritus et découvre un mystérieux masque. Rentré chez lui, Stanley décide d'essayer le masque. Il se retrouve dans la peau d'une sorte de personnage de cartoon malicieux, rusé et extrêmement agile et se décide à sortir de son appartement. Croisant sa concierge, celle-ci prend peur et lui tire dessus dans le couloir avec un fusil. Il saute par la fenêtre et rencontre des loubards. Il s'en défait rapidement en fabriquant une mitraillette Thompson à partir d'un ballon gonflable et règle leur compte aux deux garagistes qui l'ont escroqué.
Le lendemain matin, Stanley, qui pense avoir rêvé, reçoit la visite du lieutenant Kellaway qui lui annonce qu'un maraudeur s'est attaqué à la concierge de l'immeuble. Se souciant de ce que le masque pourrait lui coûter, Stanley le jette par la fenêtre mais, comme par miracle, le masque revient dans son salon tel un boomerang. Arrivé à la banque en retard, Stanley se fait rappeler à l'ordre par M. Tidette, son supérieur, et après une intervention de Charlie en sa faveur, fait la connaissance de Peggy Brandt, une journaliste enquêtant sur ce qui est arrivé aux deux garagistes. Ils se séparent en bons termes, Peggy sous-entendant que Stanley est un homme bien.
Pendant ce temps, Dorian est convoqué chez son patron, Niko. Celui-ci lui reproche ses magouilles et lui conseille de quitter la ville en le menaçant de le tuer s'il n'obéit pas.
Durant la nuit, Stanley, comprend qu'il n'a aucune chance de séduire Tina, puis découvre la présence du masque. Réticent d'abord, il le met une seconde fois et se retrouve dans la peau du même personnage, qui décide de se rendre à la banque malgré l'heure tardive. Au même moment, les hommes de Dorian Tyrell envisagent de cambrioler la même banque mais tout ne se passe pas comme prévu : Stanley, méconnaissable sort de la banque, emportant des sacs remplis de billets. Entre-temps, la police arrive sur place et tire sur les hommes de Tyrell. Au Coco Bongo, Stanley fait sensation : il arrive en limousine et arrive à rentrer dans le club. C'est à ce moment-là que Tina fait son entrée pour commencer son show. Sous le charme de la jeune chanteuse, Stanley multiplie les transformations animalières manifestant son attirance pour elle.
Il finit par intervenir et commence à danser avec Tina, qui ne le reconnaît pas. Dorian constate qu'un de ses hommes est mort à la suite du cambriolage raté et un de ses hommes identifie le personnage masqué, justement en train de danser avec Tina sous leurs yeux. Enragé, Dorian interrompt les deux danseurs et menace le Mask pour récupérer son argent. Ce dernier se transforme en caissier pour répondre puis esquive les balles et s'enfuit. Le lieutenant Kellaway arrive ensuite, ayant eu connaissance du vol à la banque. Sur les lieux, le lieutenant découvre un fragment de tissu provenant du pyjama de Stanley. Suspicieux, il se rend chez lui. Surpris par l'arrivée intempestive du lieutenant, Stanley a bien du mal à cacher tous les billets de banque qu'il a volés mais réussit finalement à tout cacher et lui ouvre, parvenant à détourner ses soupçons.
Dorian, furieux, promet une récompense à celui qui lui livrera le masque. De plus, il sait bien que Tina n'est pas insensible au charme du Mask qui l'a embrassée la veille. Il promet à Tina de le tuer s'il s'avise de s'approcher encore d'elle.
Lorsque Stanley arrive à la banque, il est d'abord sermonné par son supérieur pour ce nouveau retard, mais il explose face à lui. Après avoir été calmé et réconforté par Charlie, Stanley est surpris de voir Tina. Seuls à seuls, Tina lui fait part de quelques confidences : elle a vu le masque et souhaite le revoir. Conscient que c'est peut-être sa seule chance de gagner son cœur, Stanley lui raconte qu'il connaît le masque depuis longtemps et qu'il est prêt à lui présenter son « ami ». Celle-ci accepte et fixe un lieu de rendez-vous.
Cherchant de l'aide, Stanley se réfugie chez un professeur, spécialiste des masques. Il lui demande de l'aide concernant la provenance de ce masque et comment arriver au rendez-vous fixé par Tina. Alors qu'il sort de chez le professeur, Stanley est suivi par le lieutenant qui le soupçonne toujours.
Sur le lieu de rendez-vous, Stanley hésite. Alors qu'il décide de partir, Tina apparaît au dernier moment, l'incitant finalement à rester. Alors qu'un rapprochement est clairement visible, Stanley se lève et se réfugie derrière un bosquet. Enfilant le masque, celui-ci apparaît en gondolier, bien décidé à montrer maladroitement à Tina les sentiments qu'il lui porte. Il se fait coincer par le lieutenant et ses hommes qui ont bien compris qui il était. Le masque est fouillé de fond en comble jusqu'à ce qu'une photo de la femme du lieutenant apparaisse. Le masque arrive à s'échapper mais se retrouve face aux troupes d'élite. Ingénieux et inventif, il improvise une chanson et une danse entraînant tout le monde.
Quand le lieutenant sort les troupes de leur folie, Stanley s'éclipse et retire le masque. Il est récupéré in extremis par Peggy, prévenue de sa possible arrestation, qui l'emmène dans une imprimerie. Alors qu'elle semble le comprendre, Dorian fait irruption avec ses hommes et récupère le masque que Peggy lui tend en échange d'une forte somme d'argent. Stanley comprend qu'elle travaillait pour le compte de Dorian et qu'elle servait d'appât. Pris au piège, Stanley indique à Dorian qu'il suffit d'enfiler le masque pour récupérer ses pouvoirs ; Dorian s'exécute et apparaît métamorphosé en créature monstrueuse, invulnérable aux balles et orgueilleux, devant Peggy terrorisée. Il décide de livrer Stanley à la police tandis qu'il continuera ses agissements illégaux.
Stanley est jeté sur le lieutenant à la sortie du commissariat. Il est tout de suite conduit dans une cellule. Le lendemain, Tina lui rend visite, ayant compris qu'il s'agissait bien du masque. Conscient du danger qu'elle court depuis que Dorian est en possession du masque, il lui conseille de quitter la ville au plus vite. Tina accepte et lui promet de le tenir au courant. Tandis qu'elle sort du commissariat, elle se fait coincer dans une ruelle par Dorian, qui l'emmène.
Entre-temps, Stanley, avec l'aide de son chien Milo, arrive à récupérer les clés de sa cellule. Il assomme le gardien et envisage de sortir mais il croise le lieutenant Kellaway. Armé, Stanley le menace et réussit à sortir, accompagné du lieutenant. Ils roulent ensuite vers le Coco Bongo, où Dorian a en tête le projet de se venger de son patron, Niko, le vrai propriétaire du club. Alors que la fête bat son plein, Dorian débarque masqué, semant le chaos et tuant Niko et ses hommes.
Arrivés sur les lieux, Stanley décide de rentrer seul. Il découvre avec stupeur que Dorian envisage de faire exploser Tina avec des explosifs. Alors qu'il est prêt à intervenir, Stanley se fait prendre par un homme de Dorian. Voulant le protéger, Tina prétexte un dernier baiser du vrai Dorian. Celui-ci accepte, enlève le masque et Tina donne un coup de pied dedans, le faisant voler dans les airs. Milo l'attrape et l'enfile, lui donnant une force incroyable. Il arrive à se défaire de la majorité des hommes de main, avantageant Stanley, tandis qu'il se bat avec Dorian. Le jeune homme retire le masque au chien et l'enfile à son tour. Il arrive à mettre les ennemis en fuite et libère Tina. Il se débarrasse définitivement de Dorian et retire son masque. Sur le point d'être à nouveau arrêté par Kellaway, le maire intervient en faveur de Stanley et lui permet de partir.
Par la suite, nous retrouvons Tina, Stanley et son ami Charlie sur un pont. Seuls, Stanley hésite à lancer le masque, craignant que Tina ne regrette le caractère enjoué du masque. Pour toute réponse, la jeune femme prend le masque, le jette et embrasse Stanley, certaine de son choix. Charlie plonge dans l'eau pour récupérer le masque, mais Milo l'a déjà repris.

## Fiche technique
Sauf indication contraire, les informations mentionnées dans cette section peuvent être confirmées par la base de données cinématographiques IMDb,  présente dans la section « Liens externes ».
- Titre original et français : The Mask
- Titre québécois : Le Masque
- Réalisation : Chuck Russell
- Scénario : Mike Werb, d'après une histoire de Michael Fallon et Mark Verheiden
- Décors : Craig Stearns
- Costumes : Ha Nguyen
- Photographie : John R. Leonetti et Mark Irwin (prises de vues additionnelles)
- Montage : Arthur Coburn
- Musique : Randy Edelman
- Production : Robert Engelman
  - Producteurs délégués : Chuck Russell, Mike Richardson et Michael De Luca
  - Productrices associées : Carla Fry et Ann Burgund
- Sociétés de production[2] : New Line Cinema et Dark Horse Entertainment
- Sociétés de distribution[2] :  New Line Cinema /  AMLF
- Budget : 23 millions de dollars[3]
- Pays d'origine :  États-Unis
- Langue originale : anglais, suédois
- Format[4] : couleur - 35 mm - 1,85:1 (Panavision) - son DTS | Dolby Digital
- Genre : Comédie, fantastique
- Durée : 101 minutes
- Dates de sortie[5] :
  - États-Unis et Canada : 29 juillet 1994
  - France : 26 octobre 1994
  - Portugal : février 1995 (Festival international de cinéma de Porto)
- Classification[6] :
  -  États-Unis : PG-13 - Parents Strongly Cautioned (Certaines scènes peuvent heurter les enfants de moins de 13 ans - Accord parental recommandé, film déconseillé aux moins de 13 ans)
  -  France : Tous publics (visa d'exploitation no 86392 délivré le 28 septembre 1994)[7]

## Distribution
- Jim Carrey (VF : Emmanuel Curtil ; VQ : Daniel Picard) : Stanley Ipkiss / The Mask
- Cameron Diaz (VF : Emmanuèle Bondeville ; VQ : Anne Bédard) : Tina Carlyle
- Peter Greene (VF : Patrick Floersheim ; VQ : Jean-Marie Moncelet) : Dorian Tyrell
- Peter Riegert (VF : Daniel Russo ; VQ : Yves Corbeil) : Lieutenant Mitch Kellaway
- Amy Yasbeck (VF : Anne Rondeleux ; VQ : Élise Bertrand) : Peggy Brandt
- Richard Jeni (VF : Michel Mella ; VQ : Benoit Rousseau) : Charlie Schumaker
- Jim Doughan (VF : Daniel Kenigsberg ; VQ : Éric Gaudry) : Détective Doyle
- Nancy Fish (VF : Marion Game ; VQ : Élizabeth Chouvalidzé) : Mme Bonpoil (Mrs Peenman en V.O.)
- Orestes Matacena (VF : Jacques Frantz) : Niko
- Ben Stein (VF : Jean Lescot) : Dr. Arthur Neuman
- Johnny Williams (VF : Michel Mella) : Burt Ripley, le garagiste
- Tim Bagley (VF : Henri Courseaux) : Irv Ripley, le garagiste
- Reg E. Cathey (VF : Pascal Renwick ; VQ : Jean Galtier) : Freeze « le Docteur »
- Denis Forest (VF : Emmanuel Karsen ; VQ : André Montmorency) : Eddy
- Nils Allen Stewart (VF : Michel Vigné) : Orlando
- Jeremy Roberts (VF : Jean-Claude Sachot ; VQ : Claude Préfontaine) : Bobby, le videur
- Eamonn Roche (VF : William Coryn) : M. Tidette (Mr Dickey en V.O.)
- Blake Clark (VF : Jean-Claude Sachot) : Murray
- Joely Fisher (VQ : Violette Chauveau) : Maggie
- Ivory Ocean (VF : Med Hondo) : Mitchell Tilton, le maire de Edge City
- B.J. Barie : Punk 1
- Bullet Valmont : Punk 2
- Debra Casey : Punk 3
- Max : Le chien Milo

## Bande originale
1. Cuban Pete (C & C Pop Radio Edit) - Jim Carrey
2. Who's That Man - Xscape
3. This Business of Love - Domino
4. Bounce Around - Tony! Toni! Toné!
5. (I Could Only) Whisper Your Name - Harry Connick Jr.
6. You Would Be My Baby - Vanessa Lynn Williams
7. Hi De Ho - K7
8. Let the Good Times Roll - Fishbone
9. Straight Up - The Brian Setzer Orchestra
10. Hey! Pachuco! - Royal Crown Revue
11. Gee Baby, Ain't I Good To You - Susan Boyd
12. Cuban Pete (Arkin Movie Mix) - Jim Carrey

Dans le doublage français, la chanson "Cuban Pete" a été adaptée et doublée en français. 
Dans le doublage québécois, la chanson est gardée en vo.
Le film contient également les musiques suivantes :
- Dance With Me de Leigh Robbins
- Ol' Man River de Jerome Kern & Oscar Hammerstein, II
- Of Thee I Swing de David Michael Franck

## Accueil

### Accueil critique
Le film a été également bien accueilli par la critique, sur le site internet Rotten Tomatoes, il obtient 75 % de critiques positives, avec un score moyen de 6,4/10 et sur 44 critiques collectées. Sur le site Metacritic, il obtient un score de 56/100, sur la base de 12 critiques. En France, le film reçoit aussi des critiques positives, le site Allociné lui donne une note de 3,2 sur 5 par la presse et de 3,8 sur 5 par les spectateurs.

### Box-office
Le film a été un très grand succès commercial, rapportant 119 938 730 $ aux États-Unis et 231 644 677 $ dans le reste du monde, soit un total de 351 583 407 $, ce qui le classe en 4e place au box-office mondial 1994.
| Pays        | Box-office    | Pays           | Box-office  | Pays             | Box-office  |
| ----------- | ------------- | -------------- | ----------- | ---------------- | ----------- |
| États-Unis  | 119 938 730 $ | Belgique       | 3 268 091 $ | Danemark         | 1 788 748 $ |
| Royaume-Uni | 55 000 000 $  | Corée du Sud   | 3 245 000 $ | Nouvelle-Zélande | 1 670 864 $ |
| Japon       | 34 875 028 $  | Mexique        | 2 959 184 $ | Thaïlande        | 1 530 609 $ |
| France      | 26 000 000 $  | Pays-Bas       | 2 391 537 $ | Pologne          | 1 421 123 $ |
| Australie   | 15 123 750 $  | Suisse         | 2 374 700 $ | Porto Rico       | 1 393 266 $ |
| Italie      | 12 773 533 $  | Afrique du Sud | 2 357 498 $ | Chili            | 1 312 607 $ |
| Espagne     | 10 750 000 $  | Hong Kong      | 2 324 568 $ | Colombie         | 1 236 360 $ |
| Allemagne   | 9 853 637 $   | Taïwan         | 2 300 333 $ | Grèce            | 1 200 000 $ |
| Brésil      | 9 581 142 $   | Suède          | 2 300 000 $ | Autriche         | 1 143 454 $ |
| Argentine   | 7 703 153 $   | Singapour      | 2 243 452 $ | Israël           | 1 070 000 $ |

## Distinctions
Entre 1994 et 2015, The Mask a été sélectionné 28 fois dans diverses catégories et a remporté 6 récompenses,.

### Récompenses
| Année | Festivals de cinéma                         | Prix                                         | Lauréat(es)                |
| ----- | ------------------------------------------- | -------------------------------------------- | -------------------------- |
| 1994  | Festival international du film de Catalogne | Meilleurs effets spéciaux                    | Ken Ralston et Greg Cannom |
| 1995  | American Choreography Awards                | Réalisation exceptionnelle d'un long métrage | Jerry Evans                |
| 1995  | BMI Film and TV Awards                      | BMI Film Music Award                         | Randy Edelman              |
| 1995  | Kids' Choice Awards                         | Blimp Award de l'animal mignon préféré       | Max (Milo)                 |
| 1995  | Kids' Choice Awards                         | Blimp Award de l'acteur de cinéma préféré    | Jim Carrey                 |
| 1995  | London Critics Circle Film Awards           | ALFS Award du nouveau venu de l'année        | Jim Carrey                 |

### Nominations
| Année | Festivals de cinéma                                                  | Prix                                                     | Nommé(es)                                                       |
| ----- | -------------------------------------------------------------------- | -------------------------------------------------------- | --------------------------------------------------------------- |
| 1994  | Awards Circuit Community Awards                                      | Meilleurs effets visuels                                 | -                                                               |
| 1994  | Festival du cinéma américain de Deauville                            | Premières - Hors compétition                             | Chuck Russell                                                   |
| 1994  | Festival international du film de Catalogne                          | Meilleur film                                            | Chuck Russell                                                   |
| 1995  | Academy of Science Fiction, Fantasy and Horror Films / Saturn Awards | Meilleur film fantastique                                | -                                                               |
| 1995  | Academy of Science Fiction, Fantasy and Horror Films / Saturn Awards | Meilleurs costumes                                       | Ha Nguyen                                                       |
| 1995  | Academy of Science Fiction, Fantasy and Horror Films / Saturn Awards | Meilleur maquillage                                      | Greg Cannom                                                     |
| 1995  | BAFTA Awards / Orange British Academy Film Awards,                   | Meilleure direction artistique                           | Craig Stearns                                                   |
| 1995  | BAFTA Awards / Orange British Academy Film Awards,                   | Meilleurs maquillages                                    | Greg Cannom et Sheryl Ptak                                      |
| 1995  | BAFTA Awards / Orange British Academy Film Awards,                   | Meilleurs effets visuels                                 | Steve 'Spaz' Williams, Jon Farhat, Scott Squires et Tom Bertino |
| 1995  | Casting Society of America                                           | Meilleur casting pour un film de comédie                 | Fern Champion et Mark Paladini                                  |
| 1995  | Chicago Film Critics Association Awards                              | Acteur le plus prometteur                                | Jim Carrey                                                      |
| 1995  | Fantasporto                                                          | Meilleur film                                            | Chuck Russell                                                   |
| 1995  | Golden Globes,                                                       | Meilleur acteur dans une comédie ou une comédie musicale | Jim Carrey                                                      |
| 1995  | Oscars du cinéma,                                                    | Meilleurs effets visuels                                 | Steve 'Spaz' Williams, Jon Farhat, Scott Squires et Tom Bertino |
| 1995  | Hugo Award                                                           | Meilleure présentation dramatique                        | Chuck Russell, Mike Werb, Mark Verheiden et Michael Fallon      |
| 1995  | MTV Movie Awards                                                     | Meilleure performance exceptionnelle                     | Cameron Diaz                                                    |
| 1995  | MTV Movie Awards                                                     | Femme la plus désirable                                  | Cameron Diaz                                                    |
| 1995  | MTV Movie Awards                                                     | Meilleure performance comique                            | Jim Carrey                                                      |
| 1995  | MTV Movie Awards                                                     | Meilleure séquence de danse                              | Cameron Diaz et Jim Carrey                                      |
| 1995  | MTV Video Music Awards                                               | Meilleure vidéo d'un film                                | Jim Carrey                                                      |
| 1995  | Razzie Awards                                                        | Pire révélation                                          | Jim Carrey                                                      |
| 2015  | 20/20 Awards                                                         | Meilleurs effets visuels                                 | -                                                               |

## Analyse